# Vera Kistiakowsky
Vera Kistiakowsky, née le 9 septembre 1928 et morte le 11 décembre 2021, est une physicienne, professeur et activiste pour le contrôle des armes américaine. Elle est professeur émérite du Département de physique et du Laboratoire des sciences nucléaires au Massachusetts Institute of Technology et milite pour la reconnaissance des femmes dans les domaines scientifiques. Le Dr Kistiakowsky est une experte en physique expérimentale des particules et en astrophysique observationnelle. Elle est la première femme nommée professeur de physique au MIT.

## Formation et vie privée
Kistiakowsky naît à Princeton, New Jersey en 1928. Elle est la fille du physico-chimiste George Kistiakowsky, professeur à Harvard et conseiller scientifique du président Dwight D. Eisenhower. Sa mère, Hildegard Moebius, fille d'un pasteur luthérien allemand, a travaillé comme technicienne médicale et soutenu les unités médicales sur les lignes de front durant la Première Guerre mondiale. La formation scientifique de Kistiakowsky est largement influencée par son père qui l'emmène passer les étés 1944-1945 à Los Alamos avec lui alors qu'il travaillait sur le projet Manhattan. A la même époque, elle fréquente le Mount Holyoke College où « elle excelle en chimie et en mathématiques, tout comme son père ». Elle se souvient : « Je pensais beaucoup à mon père, il m'a dit très sérieusement que je devrais trouver quelque chose à faire qui garantirait mon indépendance et de ne pas compter sur le mariage pour cela. » 
Elle obtient son BA en chimie au Mount Holyoke College en 1948 et un doctorat en chimie de l'Université de Californie à Berkeley en 1952. Elle épouse Gerhard Fischer, un autre étudiant, en 1951, et a deux enfants,.

## Défense des Femmes Scientifiques
En 1969, elle co-fonde à Boston la Women in Science and Engineering (WISE), précurseur de la section de Boston de l'Association for Women in Science (AWIS). Kistiakowsky a été présidente ou membre de nombreux comités et groupes du MIT concernant les femmes au MIT et l'action positive au MIT, y compris le Forum des femmes et le Comité spécial sur le rôle des femmes au MIT. En 1971, elle fonde le Comité sur la condition des femmes en physique de la Société américaine de physique (APS), obtenant une subvention de 10 000 $ US de la Sloan Foundation pour produire un questionnaire sur les conditions d'emploi des femmes. Le comité créé une liste des femmes physiciennes « pour contrer les affirmations selon lesquelles il n'y avait pas de personnes qualifiées à embaucher ». Le comité est toujours en activité aujourd'hui.
Elle est également active, entre autres, dans la Conférence du Conseil national de la recherche sur les femmes en science et en génie et l'Association pour les femmes en science.